# Toyota FT-1
La Toyota FT-1 (pour "Future Toyota" et "1" pour "summum") est un concept car de coupé sportif du constructeur automobile japonais Toyota présenté au salon international de l'automobile d'Amérique du Nord 2014.

## Présentation
Le concept car Toyota Ft-1 est présenté le 13 janvier 2014 au salon de Détroit, aux États-Unis. Il préfigure la cinquième génération de Supra produite à partir de 2019.

## Caractéristiques techniques

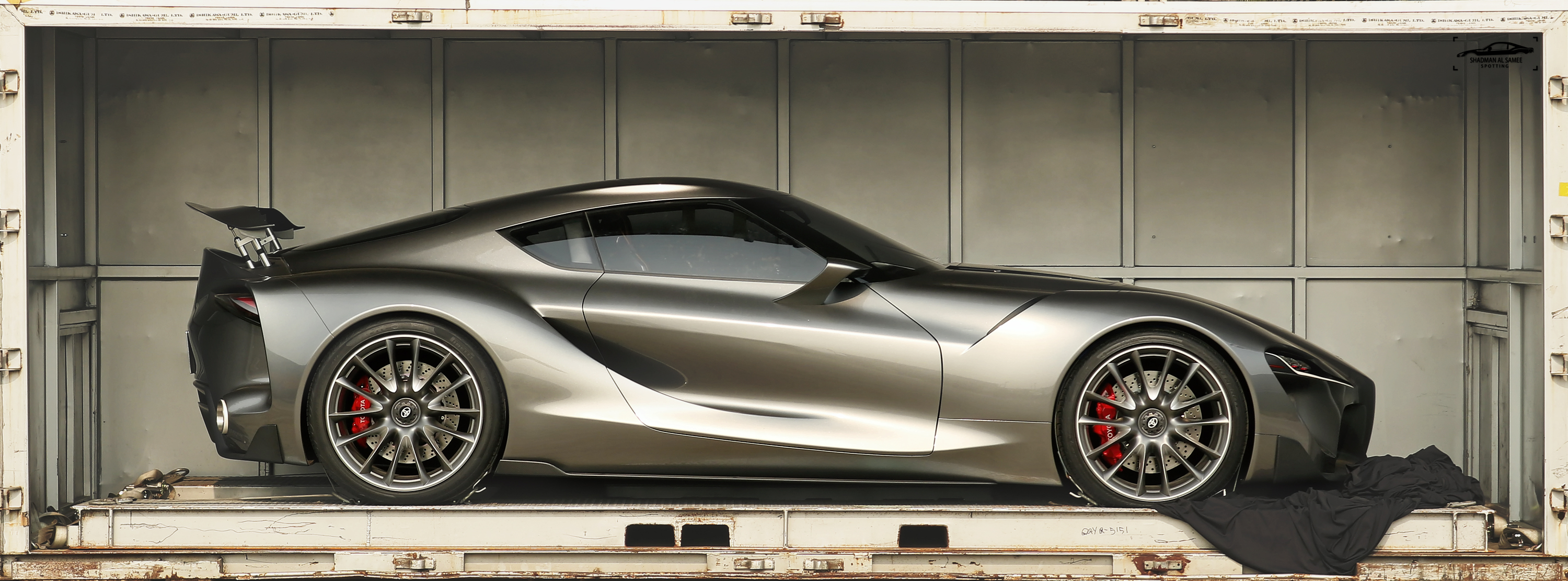
Toyota FT-1 Graphite

Le design de la FT-1 s'inspire des lignes du coupé Toyota 2000 GT produit de 1967 à 1970.